# 也先不花 (克烈氏)
也先不花（13世纪—1309年），又译野先不花，元朝大臣，蒙古克烈氏，孛鲁欢长子。

## 生平
也先不花承袭父职为必阇赤（书史）长。忽必烈命为燕王真金傅。至元二十二年（1285年），太子真金去世。至元二十三年（1286年）出任云南行省平章政事，讨平阿郎，可马丁等各部的反抗，在任十余年，镇压僰人的反抗，增设州县。元贞元年（1295年）出兵镇压金齿。次年，征讨乞蓝，攻取瓦农、开阳寨，收降答剌，在其地设置登云、云远等路军民总管府。大德元年（1297年）平定八百媳妇等部，设立路、府、州、县六十，得二十余万户。大德二年（1298年），迁湖广行省平章政事，为刘国杰等人平冤狱。大德八年（1304年），为河南行省平章政事，治理黄河落黎堤的决口。转任湖广行省平章。次年，升为湖广等处行中书省左丞相。至大二年去世。元文宗天历二年（1329年）追封恒阳王，谥文贞。元顺帝至正十八年（1358年）又追封瀛王。其子秃鲁。

## 家族
- 伯祖父：脱不花
- 二伯祖父：怯烈哥
- 祖父：昔剌斡忽勒
  - 父亲：孛鲁欢，官至中書右丞相
    - 恒陽王也先不花
      - 儿子：亦憐真，官至東宮家令、銀青荣禄大夫・湖南等处行中書省左丞相
      - 儿子：禿魯，官至開府儀同三司・中書右丞相・御史大夫・太傅・録軍国重事、追封广陽王
      - 儿子：答思，官至資德大夫・湖南宣慰使
      - 儿子：怯烈，官至中政使
      - 儿子：按攤，官至中奉大夫・海北海南道宣慰使・都元帥、資德大夫・中書右丞、行浙東道宣慰使司都元帥、追封特進趙国公
        - 孙子：阿荣，官至湖南道宣慰副使

    - 弟弟：木八剌，官至御史台中丞
    - 弟弟：答失蛮
    - 弟弟：不花帖木儿，官至四川省平章政事
- 叔祖父：哈剌阿忽剌

## 延伸阅读
[在维基数据编辑]
 《元史·卷134》，出自宋濂《元史》
 《新元史/卷133》，出自柯劭忞《新元史》

### 引用
1. ↑  知识产权出版社 2013，第328-329頁.

### 书目
- 周伟民; 唐玲玲 (编). . 北京: 知识产权出版社. 2013: 328–329. ISBN 978-7-5130-1369-7.
- 《元史》卷一百三十八 列传第二十一